# Crystal Pond
Crystal Pond är en sjö i Antarktis. Den ligger i Östantarktis. Australien gör anspråk på området. Crystal Pond ligger 68 meter över havet.